# Solidarność Norwesko-Polska
Solidaritet Norge-Polen (Solidarność Norwesko-Polska) była największą organizacją wspierającą NSZZ „Solidarność” zagranicą. Organizacja działała na terenie Norwegii w latach osiemdziesiątych. Solidaritet Norge-Polen (SNP) została utworzona w kwietniu 1981 roku i istniała do października 1990 roku, do czasu utworzenia nowego demokratycznego ustroju politycznego w Polsce.
Inaczej niż w wielu innych krajach europejskich, nie było w Norwegii oddzielnego biura informacyjnego NSZZ „Solidarność”. Solidaritet Norge-Polen (Solidarność Norwesko-Polska) pełniła również tę rolę. Na początku swojej działalności SNP miała znacznie więcej norweskich niż polskich członków. Później to się zmieniło. Od połowy lat osiemdziesiątych było w kierownictwie SNP tyle samo Polaków co Norwegów. Większość tych Polaków działała wcześniej w NSZZ „Solidarność” w Polsce. Wielu z nich to działacze „Solidarności”, którzy zostali internowani lub uwięzieni na początku stanu wojennego.

## Zaczęło się od strajku w Gdańsku
Chociaż organizacja Solidarność Norwesko-Polska (SNP) została założona dopiero w kwietniu 1981 roku, pierwsze akcje poparcia dla polskiej „Solidarności” miały miejsce już w sierpniu 1980 roku, podczas robotniczych strajków w Gdańsku, Szczecinie i Jastrzębiu-Zdroju. Grupa liderów kilku związków zawodowych w regionie Oslo z późniejszym przewodniczącym SNP Ketilem Heyerdahlem na czele, wsiadła do samochodu i pojechała do Polski, żeby na miejscu okazać swoją solidarność ze strajkującymi robotnikami. Jechali całą noc. Kiedy dojechali do Gdańska, wpuszczono ich do Stoczni, gdzie spotkali się z Lechem Wałęsą oraz z innymi członkami komitetu strajkowego. Było to podczas negocjacji między strajkującymi robotnikami i rządem. Następnego dnia zostało podpisane Porozumienie Gdańskie. Po jego podpisaniu norwescy związkowcy spotkali się po raz drugi z Wałęsą, który im powiedział, czego jego nowy niezależny ruch związkowy najbardziej potrzebuje.
Po powrocie do Norwegii rozpoczęli akcję, którą nazwali „Daj godzinę pracy dla Polski” („Gi en timelønn til Polen”). Skontaktowali się ze związkami zawodowymi w całej Norwegii. Akcja cieszyła się dużym powodzeniem i wkrótce okazało się, że jest potrzeba powołania prawdziwej organizacji. Dlatego 4 kwietnia 1981 roku założono organizację Solidaritet Norge-Polen (Solidarność Norwesko-Polska). W zarządzie nowej organizacji byli przedstawicieli zarówno związków zawodowych, jak i nowoutworzonych oddziałów lokalnych.
Na samym początku Solidaritet Norge-Polen mogła korzystać z pomieszczeń Związku Tramwajarzy w dzielnicy Majorstuen w Oslo, którego przewodniczącym był Ketil Heyerdahl. Później organizacja przeprowadziła się do Storgata 39 w centrum Oslo, a stamtąd w późniejszych latach do innych biur w norweskiej stolicy.

## Maszyny drukarskie
Podczas legalnej działalności NSZZ „Solidarność” w 1980 i 1981 roku, SNP zwracał na siebie dużą uwagę zarówno w Norwegii, jak i w Polsce, wysyłając wielką ilość maszyn drukarskich do NSZZ „Solidarność” w Polsce. Odpowiedzialny za tę działalność był Andrzej Jachowicz. On sam naprawiał wiele z tych maszyn w jednej z piwnic w centrum Oslo, zanim zostały wysyłane do Polski, najczęściej polskimi statkami. Rozwój technologiczny pomagał wtedy SNP, dlatego że w tym czasie wiele przedsiębiorstw, zakładów i instytucji przechodziło z technologii maszyn offsetowych do kopiarek. W związku z tym organizacji SNP udawało się kupować tanio używane maszyny offsetowe. Czasami organizacja dostawała je za darmo. Ten sprzęt drukarski był rozdzielany pomiędzy różne oddziały NSZZ „Solidarność” w całej Polsce. Zajmowała się tym specjalna komisja powołana przez Komisję Krajową „Solidarności”, którą kierował ówczesny przewodniczący NSZZ „Solidarność” w Łodzi Andrzej Słowik.

## Pieniądze dla „Solidarności”
Po wprowadzeniu stanu wojennego w Polsce 13 grudnia 1981 roku, było znacznie bardziej skutecznie i mniej ryzykownie przemycać pieniądze dla podziemnej „Solidarności” zamiast przemycać sprzęt drukarski. Przemycano również miniaturowe wydania książek, które były zabronione w Polsce. SNP nie miała stałych kurierów, ale wysyłano nieustannie mniejsze ilości pieniędzy poprzez różnych ludzi, którzy nie zwracali na siebie zbyt dużej uwagi. Odbiór pieniędzy dla podziemnej „Solidarności” i innych inicjatyw podziemnych był potwierdzany różnymi hasłami w polskich pismach podziemnych. Największe wsparcie finansowe od SNP otrzymały podziemna „Solidarność” w Gdańsku i we Wrocławiu, dlatego że te ośrodki od 1984 roku były najlepiej reprezentowane w kierownictwie SNP. Ale i podziemna „Solidarność” w Warszawie, Krakowie, Katowicach, Łodzi, Toruniu, Szczecinie, Legnicy i wielu innych polskich miastach otrzymywały regularnie wsparcie ze strony Solidaritet Norge-Polen.
Nie wiadomo ile pieniędzy w sumie wysłano z Norwegii do podziemnej „Solidarności”. Już w grudniu 1982 roku, rok po wprowadzeniu stanu wojennego w Polsce, Solidaritet Norge-Polen zebrała na ten cel 2 miliony koron norweskich. Największy dar jednorazowy otrzymał ruch podziemnej Solidarności kilka lat później od Fundacji Wolnego Słowa (Stiftelsen Fritt Ord). Były norweski minister obrony i aktywny uczestnik norweskiego ruchu oporu podczas drugiej wojny światowej Jens Christian Hauge, aż tak się zafascynował polskimi pismami podziemnymi i walką „Solidarności”, że Fundacja przyznała „niezależnej literaturze i nauce” w ramach solidarnościowego ruchu podziemnego milion koron. Kierownictwo Fundacji postanowiło także jednocześnie finansować biuletyn i czasopismo SNP.

## Praca informacyjna
Od początku swojego istnienia Solidaritet Norge-Polen prowadziła szeroką działalność informacyjną. Biuletyn Informacyjny SNP (SNPs Informasjonsbulletin) który redagował Bjørn Cato Funnemark, wychodził regularnie od stycznia 1982 roku. Od 1983 – 84 roku treść większości notatek i artykułów tego biuletynu pochodziła z pism podziemnych „Solidarności”, które zostały przemycone z Polski do Norwegii. Biuletyn Informacyjny był między innymi za darmo dostarczany tym norweskim dziennikarzom, którzy zajmowali się sprawami zagranicznymi w największych norweskich gazetach i spowodował bliską współpracę między nimi i organizacją. W okresie stanu wojennego i do końca lat osiemdziesiątych norwescy dziennikarze, którzy jechali do Polski zazwyczaj przed wyjazdem kontaktowali się z SNP, żeby dostać kontakt na działaczy podziemnej „Solidarności”. Ci ostatni utrzymywali też kontakty z norweską ambasadą w Warszawie.
Pierwszy numer czasopisma „Solidaritet” (Solidarność) wyszedł 14 grudnia 1981 roku. Pierwszym redaktorem naczelnym pisma był Dag Mjaaland. Następnymi redaktorami naczelnymi pisma byli Natasza P Sandbu i od jesieni 1982 roku Bjørn Cato Funnemark. Czasopismo „Solidaritet” publikowało również artykuły na temat sytuacji w innych krajach Europy wschodniej, przede wszystkim w Czechosłowacji. Kilku przedstawicieli czechosłowackiego ruchu obywatelskiego Karta ‘77 było członkami redakcji pisma. Wśród nich czeski pisarz Michael Konůpek. Sekretarzem redakcji była od 1982 roku Ewa Sowińska. W 1981 wychodziło inne czasopismo, które było redagowane przez Einara Braathena.
Solidaritet Norge-Polen wydawała poza tym broszurki i zeszyty tematyczne, a członkowie organizacji w całej Norwegii pisali regularnie artykuły i komentarze do norweskich gazet. SNP produkowało ponadto plakaty, pocztówki, długopisy, zapalniczki, metalowe znaczki i zegarki z symbolami „Solidarności”.
Biuletyn, pisma i wszystkie broszurki publikowano w języku norweskim.

## SNP i polityka
Solidaritet Norge-Polen spotykała się często z przedstawicielami norweskiego parlamentu Stortinget. Przy wielu okazjach zbierano podpisy wśród parlamentarzystów w związku z akcjami na rzecz uwolnienia więźniów politycznych w Polsce. SNP była w częstym kontakcie z komisją spraw zagranicznych w norweskim parlamencie. W roku 1987 SNP porozumiała się z przewodniczącym i wiceprzewodniczącym tej komisji z dwóch największych partii w Stortinget (Socjaldemokratyczna Partia Robotników i konserwatywna Høyre) w sprawie żądania legalizacji NSZZ „Solidarność” przez norweski parlament, a nie tylko respektowania praw człowieka. SNP była niezależną norweską organizacją, która nie miała innego celu niż wspieranie NSZZ „Solidarność”. Organizacja była jednak członkiem międzynarodowej organizacji CSSO, która była luźną formą współpracy między stowarzyszeniami, komitetami i organizacjami na całym świecie, wspierającymi polską „Solidarność”. Przedstawicielami SNP w CSSO byli członkowie zarządu centralnego organizacji Arne Borg i Jerzy Jankowski. Jankowski był wcześniej działaczem Solidarności Walczącej na Dolnym Śląsku.

## Związki zawodowe
SNP miała około 100 000 członków. W przeważającej części byli oni zbiorowymi członkami organizacji poprzez około 200 komisji zakładowych i związków zawodowych, które należały do SNP. Wśród nich znajdujemy: Związek Pielęgniarek w Norwegii, Norweski Związek Pracowników Socjalnych, Związek Zawodowy Transportowców w Oslo, Związek Zawodowy Pracowników Przemysłu Chemicznego w Trondheim, Związek Metalowców w Førde, Związek Metalowców w Raufoss, Związek Pracowników Naukowych uniwersytetu w Oslo, Związek Pracowników Budowlanych w Moss i wiele, wiele innych.

## Oddziały lokalne
Solidaritet Norge-Polen była organizacją ogólnokrajową, która w pierwszych latach po wprowadzeniu stanu wojennego w Polsce miała własne oddziały w całej Norwegii. W marcu 1982 roku SNP miała 59 takich oddziałów od Kirkenes przy radzieckiej granicy na północy do Stavanger na południu. Dwanaście (12) z nich wytrwało aż do 1990 roku, mianowicie oddziały lokalne w następujących miastach i miejscowościach: Oslo, Bergen, Trondheim, Stavanger, Tromsø, Odda, Levanger, Askim, Nesodden, Bø i Telemark, Kvinnherrad i Askvoll.
Oddziały lokalne SNP zajmowały się tymi samymi zadaniami co centrala w Oslo. Poza tym wysyłano od nich wiele transportów z pomocą humanitarną do Polski. Odbiorcą tych transportów były najczęściej lokalne kościoły katolickie w Polsce.
Najwięcej uwagi zwróciły na siebie jednak liczne demonstracje, które przynajmniej w pierwszych latach stanu wojennego, były organizowane między innymi z okazji rocznic stanu wojennego. Największą z tych demonstracji była wielka demonstracja 17 grudnia 1981 roku w Oslo, która była szeroką manifestacją całego norweskiego społeczeństwa przeciwko stanowi wojennemu i represjom wobec „Solidarności”. Według norweskiej prasy w tej demonstracji brało udział około 5000 ludzi. Wśród nich znajdujemy zamieszkałą w Norwegii polską piosenkarkę Aleksandrę Sandøy (Alex), która szła w pierwszym rzędzie pochodu i potem z wielkim przejęciem zaśpiewała polski hymn.
Tego typu demonstracje były wtedy organizowane w całym szeregu norweskich miast. W Kirkenes na samej północy Norwegii przy 20 stopniach mrozu, 200 osób potępiało pucz generała Jaruzelskiego w Polsce. Dużą uwagę zarówno w norweskich, jak i zagranicznych mediach zwróciła na siebie demonstracja, którą SNP organizowała w Oslo z okazji nagrody Nobla dla Lecha Wałęsy w 1983 roku. Oddziały lokalne SNP organizowały poza tym podobne demonstracje między innymi w następujących miastach – Bergen, Trondheim, Tromsø, Moss, Horten, Risør, Ålesund, Levanger i w miejscowości Askvoll niedaleko Bergen.
Wiele oddziałów lokalnych wydawało od czasu do czasu własne publikacje, a ich działacze uczestniczyli w debatach w prasie lokalnej. Duże znaczenie miało Radio «Solidarność” oddziału Solidaritet Norge-Polen w trzecim co do wielkości mieście Norwegii, Trondheim. Było to jedyne Radio „Solidarność” na świecie (poza Polską), z wyjątkiem Radia „Solidarność” w Paryżu. Regularne nadawanie tego radia zaczęło się w 1984 roku i trwało do 1987. Radio nadawało zarówno w języku norweskim, jak i w języku polskim. Inicjatorem tego radia był wiceprzewodniczący oddziału w Trondheim Andrzej Tomaszewicz.

## Współpraca między związkami zawodowymi
W drugiej połowie lat 1980, po formalnym zakończeniu stanu wojennego, ale przed ponowną legalizacją NSZZ „Solidarność”, Solidaritet Norge-Polen zainicjowała umowy o współpracę między norweskimi związkami zawodowymi i wciąż nielegalną „Solidarnością” w Polsce. Pierwsza z tych umów, pomiędzy Związkiem Transportowców w Oslo i NSZZ „Solidarność” Portu Gdańskiego, została podpisana w 1987 roku. Ówczesny przewodniczący transportowców w Oslo, Per Østvold, był jednocześnie członkiem zarządu centralnego SNP. Kilku członków zarządu centralnego SNP było wcześniej członkami władz „Solidarności” w porcie gdańskim. Później zawarto podobne umowy między następnymi norweskimi związkami zawodowymi i kolejnymi związkami zawodowymi czy komisjami zakładowymi należącymi do NSZZ „Solidarność”.

## Artyści i „Solidarność”
Ważną część solidarności z podziemną „Solidarnością” w Polsce reprezentowali artyści. Niektórzy z nich działali sami w Solidaritet Norge-Polen. Rzeźbiarz Marek Sobociński był w drugiej połowie lat ‘1980 członkiem zarządu centralnego SNP. Wśród najbardziej znanych dzieł Sobocińskiego z motywami polskiej walki o niepodległość znajdujemy pomnik zamordowanego księdza Jerzego Popiełuszki przy katolickim centrum edukacyjnym Mariaholm w okolicy miejscowości Enebakk. Pomnik ten, który był pierwszym pomnikiem księdza Popiełuszko na świecie, powstał już w rok po zamordowaniu księdza, w 1985 roku.
Wśród tych artystów, którzy uczestniczyli w przedsięwzięciach SNP, znajdujemy Czecha Radka Doupoveca, który projektował wiele okładek czasopisma „Solidaritet”. Wymieniona polska piosenkarka Aleksandra Sandøy występowała w wielu manifestacjach Solidaritet Norge-Polen.
Najwięcej występów dla organizacji i to w całej Norwegii miał jednak piosenkarz Jørn Simen Øverli. Øverli wydał między innymi płytę «Den Røde Bussen» (Czerwony autobus) z norweskimi tłumaczeniami polskich patriotycznych pieśni, wśród nich wiele piosenek Jacka Kaczmarskiego. Øverli jeździł po Norwegii razem z polskim pianistą Zbigniewem Łapińskim. Ale również wielu innych norweskich i polskich piosenkarzy brało udział w manifestacjach i spotkaniach SNP w całej Norwegii. Wśród nich znajdujemy sławnego norweskiego skrzypka Arve Tellefsena, który występował dla SNP w Trondheim. Folkrockowy piosenkarz Hans Rotmo brał udział w spotkaniach SNP w Levanger, piosenkarka Elin Prøysen występowała na imprezie SNP w Lillestrøm, a szwedzka piosenkarka Marie Bergmann śpiewała na demonstracji SNP w mieście Risør, ale to tylko kilka przykładów. Kompozytorka Anna Jastrzębska należała w pierwszym okresie istnienia organizacji do najbardziej aktywnych działaczek.

## Praca „adopcyjna”
Ważną działką działalności SNP była również tzw. praca „adopcyjna”. Ta praca polegała na tym, że organizacja zwracała się do związków zawodowych i osób prywatnych z prośbą o to, żeby pomóc rodzinom więźniów politycznych z „Solidarności” paczkami i korespondencją. Wskutek tej inicjatywy powstała cała sieć kontaktów norwesko-polskich, które w wielu przypadkach zmieniały się w trwałe kontakty przyjacielskie.

## Organizacja
Pracą organizacji Solidaritet Norge-Polen między corocznymi zjazdami kierował zarząd centralny, który spotykał się bardzo często i zarząd krajowy, który się spotykał kilka razy w roku. Przewodniczącymi organizacji byli: Ketil Heyerdahl w okresie od 1981 do 1984 roku, Geir Lundby (1984 – 1985), Małgorzata Matusiak (1985–1986) i Bjørn Cato Funnemark od 1986 do 1990 roku. Matusiak zanim przyjechała do Norwegii w 1981 roku, była pracowniczką NSZZ „Solidarność” Pomorza Zachodniego w Szczecinie.
Wiceprzewodniczącym SNP na początku lat osiemdziesiątych był Andrzej Jachowicz, Polak z Litwy, który mocno wpłynął na rozwój organizacji w pierwszych latach jej działalności. Jachowicz przyjechał do Norwegii w latach 1970 i do czasu utworzenia NSZZ „Solidarność” był przedstawicielem ruchu niepodległościowego ROPCiO w Norwegii. Wiceprzewodniczącym SNP w drugiej połowie lat osiemdziesiątych był Aleksander Gleichgewicht. Zanim przyjechał do Norwegii w 1984 roku, był między innymi pracownikiem Zarządu Regionu „Solidarności” we Wrocławiu i redaktorem naczelnym Radia „Solidarność” we Wrocławiu. Gleichgewicht został internowany w związku z wprowadzeniem stanu wojennego w grudniu 1981 roku.
Sekretarzami zarządu SNP byli między innymi Tore B. Kristiansen i Arne Borg. Borg był członkiem zarządu centralnego SNP od 1982 do 1990 roku. Współpraca ze związkami zawodowymi i tzw. praca „adopcyjna” należały do jego głównych zadań w organizacji. Pierwszym przewodniczącym oddziału SNP w Oslo był architekt Einar Hagness. Architektem był również Lars Fasting, który był przewodniczącym bardzo aktywnego oddziału Solidaritet Norge-Polen w dużym mieście Trondheim, w Norwegii środkowej. Fasting, który prowadził ten oddział od roku 1981 do 1990, studiował wcześniej w Polsce i pracował razem z Polakami na Spitsbergenie na Morzu Arktycznym. Przewodniczącą również bardzo aktywnego oddziału SNP w Bergen, drugim co do wielkości mieście w Norwegii, była Krystyna Sobierajska z Legnicy, która w 1981 była członkiem prezydium Zarządu Regionu NSZZ „Solidarność” na Dolnym Śląsku. Na początku stanu wojennego Sobierajska należała do niewielkiej grupy internowanych kobiet w NSZZ „Solidarność”. A przyjechała do Bergen w 1984 roku.
Wśród najbardziej aktywnych członków zarządu Solidaritet Norge-Polen znajduje się również Andrzej Michałowski, który w latach osiemdziesiątych był członkiem podziemnej RKK w Gdańsku, a później więźniem politycznym. Michałowski przyjechał do Norwegii w 1987 roku. W 2015 roku wydał książkę „Moja „Solidarność”. Fakty, zdrady i nadzieje”, która opisuje jego działalność w podziemnej „Solidarności” i również jego działalność w SNP w Norwegii. Na podstawie tej książki TVP zrealizowała później film. Działaczem podziemnej „Solidarności” i internowanym, był rzeźbiarz z Torunia Marek Sobociński, członek zarządu SNP od 1987 roku.
Jarosław Pawlak był działaczem podziemnej Solidarności Walczącej we Wrocławiu. W 1986 roku dzięki pomocy ze strony SNP i norweskiej dyplomacji został ewakuowany z Wrocławia i przez Berlin Zachodni dostał się do Norwegii. Pawlak współpracował z SNP już jako działacz podziemny we Wrocławiu. W kierownictwie Solidaritet Norge-Polen odpowiadał w latach 1986–1990 operacyjnie za kontakty z podziemiem „Solidarności”.
Wielu działaczy ruchu robotniczego w Norwegii angażowało się w pracę na rzecz Solidaritet Norge-Polen. Per Østvold, który wówczas był przewodniczącym Związku Transportowców w Oslo, był w drugiej połowie lat osiemdziesiątych najlepszym przykładem tych związkowców, którzy łączyli kierowniczą pozycję w norweskim ruchu związkowym z aktywną pracą w Solidaritet Norge-Polen. Henk Olsen był z kolei najlepszym przykładem działacza SNP, który łączył członkostwo w zarządzie z codzienną pracą dla organizacji przez cały okres lat osiemdziesiątych. Norweg holenderskiego pochodzenia Olsen, który wcześniej służył we francuskiej Legii Cudzoziemskiej, był działaczem, który sprzedawał publikacje i gadżety SNP i zbierał pieniądze dla „Solidarności”, podczas słonecznej pogody, jak i w ulewnym deszczu. Trygve Heide, który był zarówno członkiem zarządu, jak i aktywnym działaczem oddziału SNP w Nesodden, utworzył pod koniec lat osiemdziesiątych szeroką sieć kontaktów z „Solidarnością” w Gdańsku.
Poza wszystkimi wyżej wymienionymi działaczami organizacji, wśród wieloletnich aktywnych członków zarządu centralnego i krajowego znajdujemy między innymi następujące osoby: Dariusz Brzozowski (Stavanger), Ole Drolsum (Hønefoss), Paweł Gajowniczek (Oslo), Aksel Inge Hånes (Bø i Telemark), Marek Jasiński (Tromsø), Per Hermann Krøger (Nesodden), Rolf Petter Larsen (Oslo), Stein Larsen (Kirkenes), Józef Lewkowicz (Kvinnherrad), Elżbieta Maliszewska (Lillestrøm), Solvor Mollan (Oslo), Stanisław Procajło (Askim), Marek Tumidajewicz (Rælingen), Eli Vestjordet (Levanger), Stein Viksveen (Stavanger), Arild Voreland (Kristiansand), Janusz Wandas (Nesodden) i Wiesław Wika-Czarnowski (Oslo).
Z wyjątkiem sekretarza zarządu na początku działalności organizacji, członkowie zarządu i pozostali działacze Solidaritet Norge – Polen nie otrzymywali wynagrodzenia za swoją pracę. Wszyscy pracowali społecznie. Organizacja korzystała też z pomocy młodych ludzi, którzy odbywali alternatywną służbę wojskową w biurze SNP.

## Co się stało potem
Historia Solidaritet Norge-Polen została opisana przez Jana Strękowskiego w książce „Bohaterowie Europy, Norwegia – Polsce 1976 – 1989”, która okazała się w Polsce w Wydawnictwie Test w Lublinie w 2005 roku. Norweskie tłumaczenie tej książki przez Gunnara Arnesona pod tytułem «Norge og Polen, en historie om solidaritet» zostało wydane w 2010 roku w norweskim wydawnictwie Press. Strękowski był w okresie stanu wojennego redaktorem naczelnym gazet podziemnych „Tygodnik Wojenny” i „PWA”. Inicjatorem książki był ambasador Polski w Norwegii Andrzej Jaroszyński. Wydanie otrzymało wsparcie finansowe ze strony ambasady Polski w Oslo i ambasady Norwegii w Warszawie. Norweskie wydanie aktywnie wspierał polski ambasador w Norwegii Wojciech Kolańczyk.
W 2012 roku główna część archiwum Solidaritet Norge – Polen przekazana została nowemu Europejskiemu Centrum Solidarności w Gdańsku. Mniejsza część znajduje się w archiwum Opplandsarkivet na Maihaugen w Lillehammer w Norwegii.
Organizacji Solidaritet Norge-Polen poświęcono dużo uwagi w 2016 roku, kiedy Wrocław był Europejską Stolicą Kultury. Mimo że organizacja została rozwiązana w 1990 roku, na uroczystości we Wrocławiu pojechała delegacja jedenastu norweskich i polskich działaczy SNP. W pomieszczeniach Ośrodka Pamięć i Przyszłość w tym mieście pokazano dużą wystawę na temat działalności Solidaritet Norge-Polen (autorstwa Jana Strękowskiego). We współpracy z Ośrodkiem Pamięć i Przyszłość i Urzędem Miejskim we Wrocławiu zorganizowano konferencję z udziałem przedstawicieli SNP, ambasadora Norwegii Karsten Klepsvik i prezydenta Wrocławia Rafała Dutkiewicza, której głównym inicjatorem był wrocławianin Aleksander Gleichgewicht. Czterodniowy festiwal muzyczny, który w tym samym czasie miał miejsce we Wrocławiu, odbywał się w imieniu Solidarności Norwesko-Polskiej (Solidaritet Norge-Polen). Całe przedsięwzięcie otrzymało finansowe wsparcie ze strony norweskiego mechanizmu finansowego.
Norwescy i polscy przedstawiciele byłej organizacji Solidaritet Norge-Polen opowiadali o działalności organizacji także w wielu polskich filmach w latach 2016–2022.